# مونتريال (ميزوري)
مونتريال (بالإنجليزية: Montreal)‏ هي إحدى المجتمعات الفردية (غير مصنفة) في ولاية ميزوري في الولايات المتحدة الأمريكية.